# Algonkinspråk

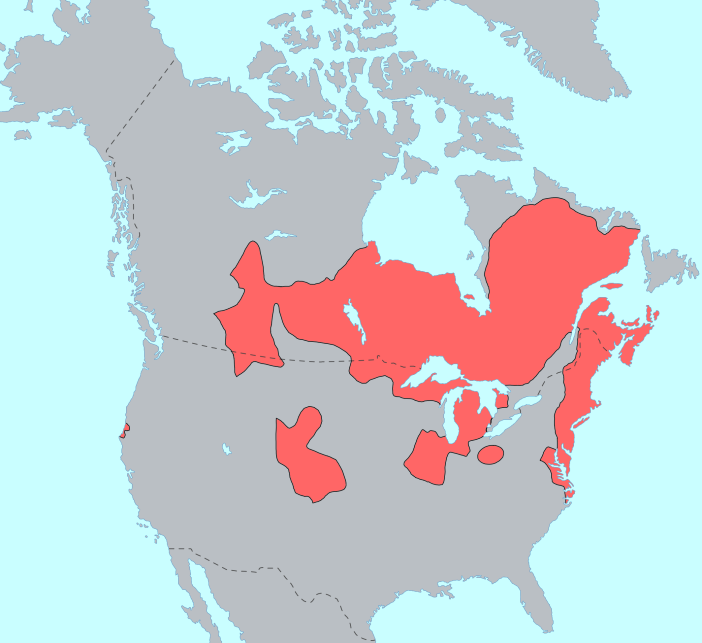
Algonkinspråkens ungefärliga utbredning

Algonkinspråk är samlingsnamn för en grupp sinsemellan besläktade språk som talas av urbefolkningar i USA och Kanada. De talas över ett område som sträcker sig från atlantkusten till Klippiga bergen. Samtliga algkonkinspråk antas enligt en modern teori härstamma från ett "proto-algonkinskt" urspråk som talades för flera tusen år sedan, möjligen någonstans i trakterna av nuvarande Idaho och Oregon. Man har gjort försök att tentativt rekonstruera detta urspråk, men eftersom ett algonkinskt skriftspråk inte existerade före kontakten med europeiska civilisationer kommer det aldrig att kunna bekräftas om denna teori är riktig eller ej. För att undvika begreppsförvirring bör man vara medveten om att det språk som kallas algonkinska är en av många dialekter i denna språkfamilj, närmare bestämt en variant i ett dialektkontinuum, anishinaabemowin, inte något "egentligt" algonkinspråk eller närmare besläktat med det proto-algonkinska urspråket än vad något av de andra är.

## Grupperingar
Algonkinspråken indelas vanligen i tre huvudgrupper från öst till väst. Denna indelning är inte helt lyckad, eftersom den huvudsakligen är geografisk. Den säger med andra ord inte så mycket mer om språken än ungefärligen var någonstans det talas eller talades. Den östligaste gruppen består av med varandra närbesläktade underavdelningar medan de central- och västalgonkinska språken talas av stammar mellan vilka geografisk närhet och språklig släktskap inte sammanfaller särskilt väl på grund av algonkinstammarnas historiska migrationer. Det västligaste algonkinspåket av alla, siksika, är till exempel inte närmare besläktat med något av språken i samma grupp än vad det är med språken i den östligaste huvudgruppen.

## Särdrag
Algonkinspråken är polysyntetiska språk. Den mest typiska egenskapen för algonkinspråken är verbets komplexitet och centrala ställning i meningsuppbyggnaden. Verbet anger genom sina böjningsformer relationerna mellan subjekt, objekt och verb, och därför utgörs ofta det som i översättning till ett annat språk blir en hel mening i algonkinspråk endast av ett böjt verb. Många ord är i sin grundform dessutom identiska som substantiv och verb och ordklassen anges därför med suffix.

## Indelning
Algonkinspråken är minst 20 till antalet, beroende på hur potawatomi, wabanakiyik och narragansett inordnas. Dessutom finns ett okänt antal mer eller mindre avvikande varianter ("dialekter") för varje språk. De språk som med säkerhet kan identifieras som algonkinspråk är (namn på de stammar som hör hit inom parentes, utdöda språk markeras med †):
1. Arapaho (arapaho, atsina)
2. Siksika (svartfotsindianer)
3. Tsėhesenėstsestotse (cheyenner)
4. Nîhithawîwin/cree (cree)
5. Meshkwahkihaki (sauk, fox, kickapoo)
6. Menominee (menominee)
7. Miami-illinois (miami, illiniwek) †
8. Anishinaabemowin (ojibwa, ottawa, algonkiner, potawatomi)
9. Shawano (shawnee)
10. Wabanakiyik (abenaki, penobscot)
11. Lenape/munsee (delaware, munsee)
12. Mahican (mohikaner) †
13. Wolastoqey (wolastoqiyik, passamaquoddy)
14. Massachusett (wampanoag, narragansett)
15. Mi'kmaq (mi'kmaq)
16. Mohegan-pequot (mohegan, pequot)
17. Nanticoke (nanticoke) †
18. Narragansett (narragansett) † (anses av en del lingvister ha varit en massachusett-variant)
19. Pamlico (pomouik)
20. Powhatan (powhatan) †
21. Quiripi (quinnipiack)

## Kända algonkinska ord
- hickory
- mockasin
- skunk
- squash
- tomahawk
- totem
- wigwam